# Hypephyra sterrhoticha
Hypephyra sterrhoticha är en fjärilsart som beskrevs av Louis Beethoven Prout 1937. Hypephyra sterrhoticha ingår i släktet Hypephyra och familjen mätare. Inga underarter finns listade i Catalogue of Life.